# Aechmea mexicana
Aechmea mexicana är en gräsväxtart som beskrevs av John Gilbert Baker. Aechmea mexicana ingår i släktet Aechmea och familjen Bromeliaceae. Inga underarter finns listade i Catalogue of Life.

## Bildgalleri

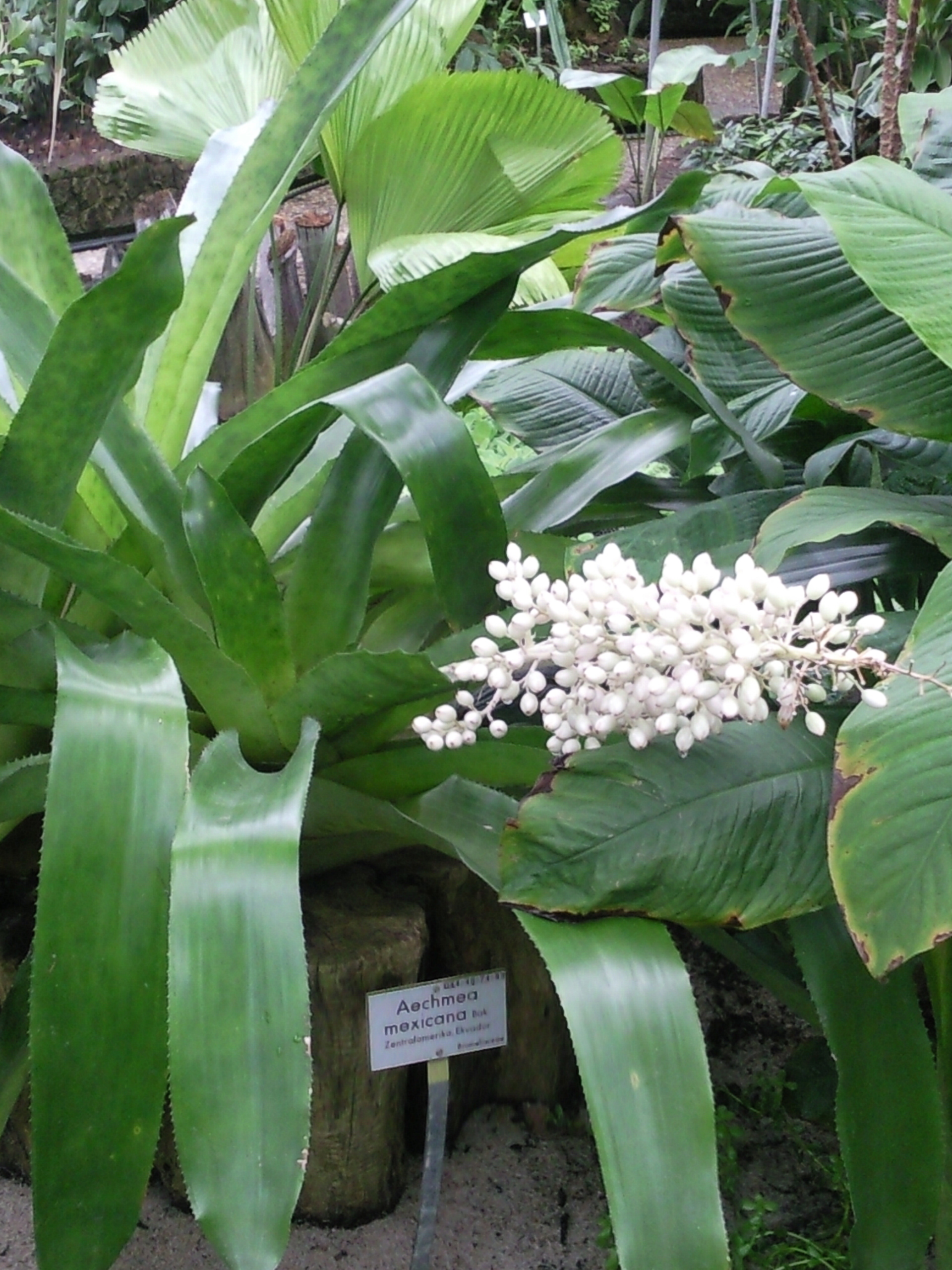
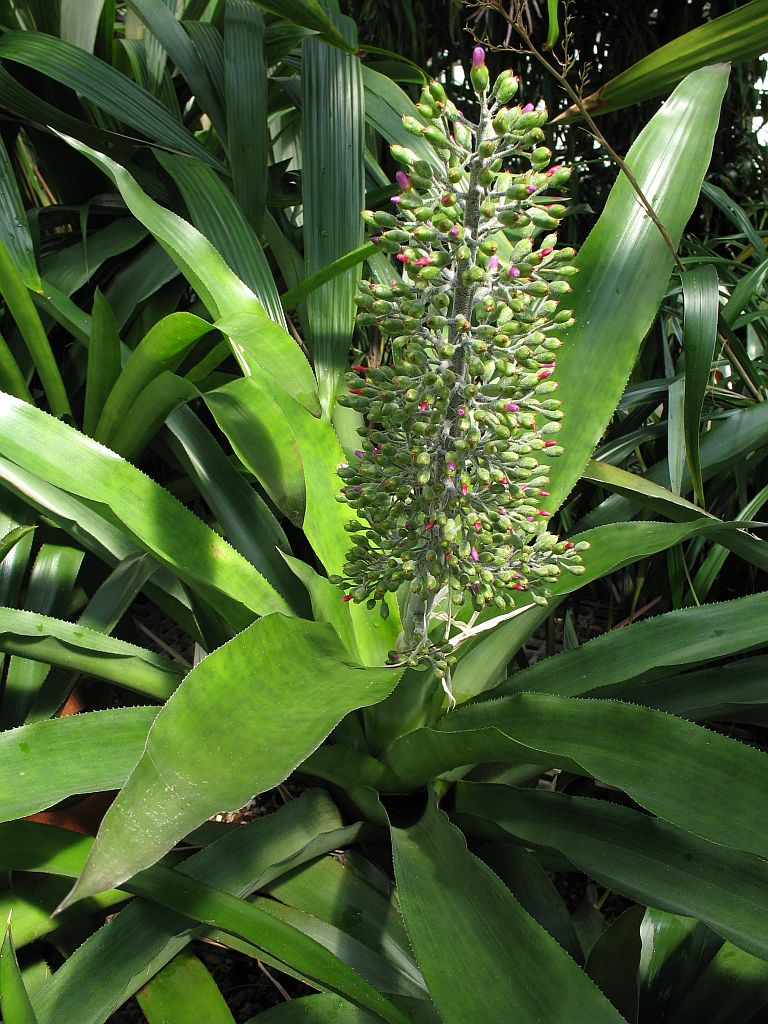
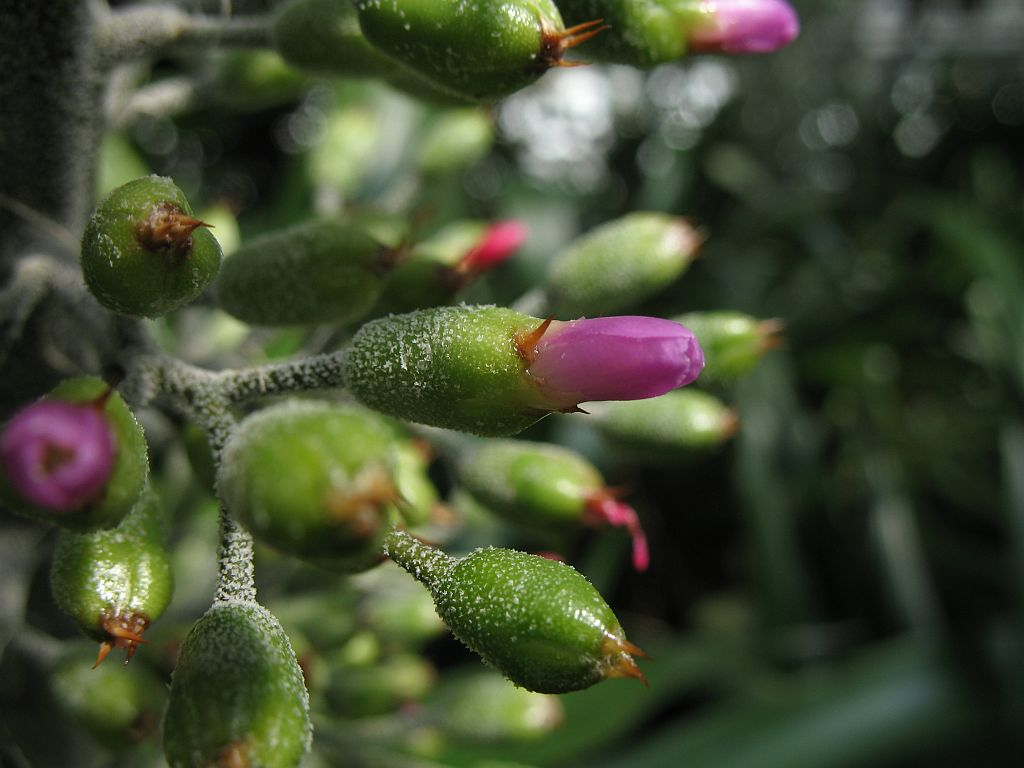